# Тисте (тамга)

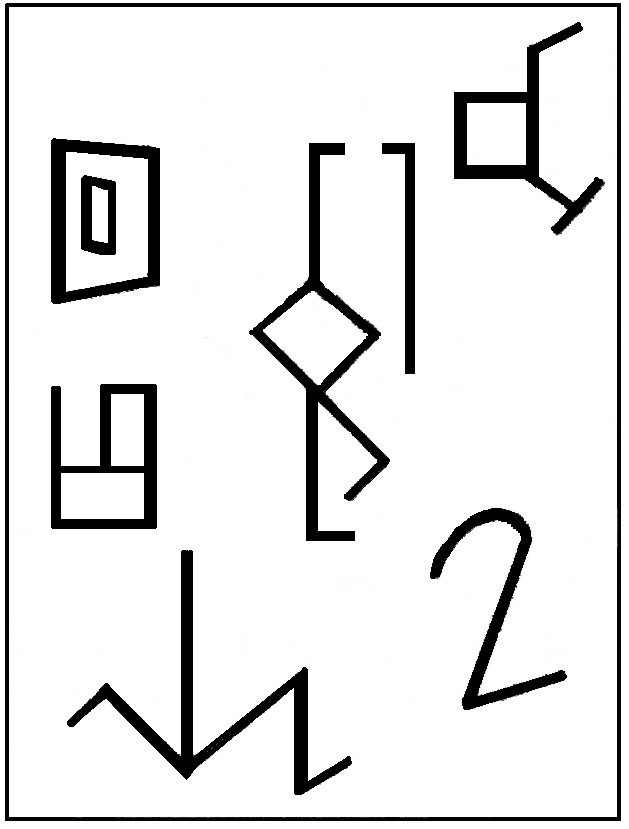
Примеры тисте

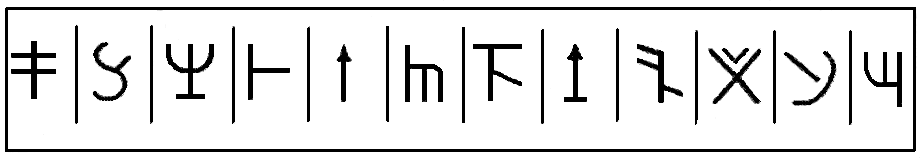
Примеры тисте

Ти́сте (луговомар. тиште, рус. знамя) — родовые знаки луговых и горных марийцев.

## Описание
Изначально тисте являлся знаком собственности. Состоял из нескольких соединённых кружков или чёрточек и нёс в себе упрощённое изображение предметов (плуг, рыба и т. д.). Позже приобрёл качество родового знака, изменялся при передаче по наследству. От тисте произошли знаки, которыми записывали на липовых палочках долги и жертвенное имущество.

## Современное значение
В современном луговомарийском языке словом «тиште» именуют флаг.

## В преданиях
Сохранилось предание о том, что марийский князь Буртек, проживавший в XVI веке в Мари-Малмыже, платил подати «турецкому царю в Казани». Запись долгов производилась на палочках надрезами, особыми значками. Возили подать в Казань в кожаных мешках.

## Связанные понятия
Родственен эрзянскому «тешкс» — знак. Тоджественен удм. «пус», коми «пас», венг. «rovásirás».